# 欧州チャンピオンズカップ (野球)
欧州チャンピオンズカップ（英語: Baseball European Champions Cup）は、WBSCヨーロッパが主催し、ヨーロッパ各国の野球リーグを代表するクラブチームが参加する国際大会である。ヨーロッパにおけるクラブチームの国際大会の最上位カテゴリに位置づけられており、2部にあたるヨーロピアンカップ（英語: Baseball European Cup）および3部にあたるフェデレーションカップ（英語: Baseball Federation Cup）、その予選であるフェデレーションカップ予選（英語: Baseball Federation Cup Qualifiers）も開催されている。いわば、サッカーにおけるUEFAチャンピオンズリーグの野球版である。

## 概要
各国リーグの前年度上位チームが対戦する大会として1963年に「ヨーロピアンカップ」として創設され、2008年以降は「チャンピオンズカップ」という名前で開催された。下部リーグのみの実施となった1982年および新型コロナウイルス感染症の世界的流行に伴って中止された2020年を除いて毎年開催されてきた。大会の時期は6月で、アジアやカリブ海地域のクラブチームによる類似の大会（アジアシリーズ、カリビアンシリーズ）とは異なる。なお、2013年大会の優勝チームであったフォルティトゥード・ボローニャ（イタリア・セリエA）は、参加を辞退した中国の代役として11月のアジアシリーズに出場した。
1969年以降はイタリアかオランダのチームの優勝が続いたが、2006年大会でサンマリノ・ベースボールクラブがサンマリノのチームとして初優勝を飾った。歴代で最も多くの優勝回数を誇るのはイタリアのパルマ・ベースボールクラブであり、2021年大会と2022年大会の連覇によってその数を15に伸ばした。
2024年より、本大会に代わりベースボール・チャンピオンズリーグのヨーロッパ大会がベースボール・ヨーロピアン・チャンピオンズリーグ（英語: Baseball European Champions League）として開催される見込みであったが、後に実施方法が改めて検討され、1都市で集中開催される従来のカップ戦方式から各チームの本拠地を移動しながら対戦するリーグ戦へと大会形式が変更されたうえで、現在の名前で開催することが決定された。また、2部相当の大会の名称も従来のコンフェデレーションカップ（英語: Baseball Confederation Cup）からヨーロピアンカップ（英語: Baseball European Cup）に変更されることになった。
大会形式が変更される以前は8チームが参加していた。前年度の大会で1〜7位となったチームおよび前年度のコンフェデレーションカップで優勝したチームの所属する連盟が出場枠を獲得し、国内リーグの結果に応じて各連盟の代表が決定された。最終年となった2023年大会にはオランダ、ドイツ、チェコからそれぞれ2チーム、イタリア、フランスからそれぞれ1チームが出場した。
2024年大会にはドイツの野球ブンデスリーガおよびチェコ・エクストラリーガから2チームずつが出場し、ドラツィ・ブルノが決勝でグッゲンベルガー・レギオネーレを破って初代王者に輝いた。一方で、オランダ王立野球ソフトボール連盟とイタリア野球ソフトボール連盟は、WBSCが2025年からの開始を目指して作業プログラムを進めていたベースボール・チャンピオンズリーグへの関与を優先すべきであり、WBSCヨーロッパが主導する新たな大会にリソースを投入することは長期的に持続可能ではないとして参加を見送った。2025年のベースボール・チャンピオンズリーグは2023年に引き続き南北アメリカ大会のみが開催され、ヨーロッパ大会は実現されなかった。
2025年大会は、前年のヨーロピアンカップで上位となったスペインとクロアチアが出場枠を獲得し、6チームによって争われる。

## 歴代大会結果
| 年   | 開催地                                         | 優勝                                           | 準優勝                                         | 3位                                            |
| ---- | ---------------------------------------------- | ---------------------------------------------- | ---------------------------------------------- | ---------------------------------------------- |
| 1983 | ハールレム ロッテルダム                        | パルマ・ベースボールクラブ                     | ハールレム・ニコルス                           | ロッテルダム・ネプテューヌス                   |
| 1984 | リミニ                                         | パルマ・ベースボールクラブ                     | リミニ・ベースボールクラブ                     | ハールレム・ニコルス                           |
| 1985 | ボローニャ                                     | フォルティトゥード・ボローニャ                 | パルマ・ベースボールクラブ                     | アントウェルペン・イーグルス                   |
| 1986 | ボローニャ                                     | パルマ・ベースボールクラブ                     | フォルティトゥード・ボローニャ                 | ハールレム・ニコルス                           |
| 1987 | パリ                                           | パルマ・ベースボールクラブ                     | グロッセート・ベースボールクラブ               | アムステルダム・テイヘルス                     |
| 1988 | パルマ                                         | パルマ・ベースボールクラブ                     | リミニ・ベースボールクラブ                     | アムステルダム・パイレーツ                     |
| 1989 | ビラダカンス                                   | リミニ・ベースボールクラブ                     | ハールレム・ニコルス                           | パルマ・ベースボールクラブ                     |
| 1990 | アントワープ                                   | ハールレム・ニコルス                           | リミニ・ベースボールクラブ                     | グロッセート・ベースボールクラブ               |
| 1991 | パリ                                           | ネットゥーノ・ベースボールクラブ               | ハールレム・ニコルス                           | アムステルダム・パイレーツ                     |
| 1992 | ロッテルダム                                   | パルマ・ベースボールクラブ                     | ロッテルダム・ネプテューヌス                   | ネットゥーノ・ベースボールクラブ               |
| 1993 | リミニ                                         | ADOデンハーグ                                  | パルマ・ベースボールクラブ                     | パリ大学クラブ                                 |
| 1994 | ハーグ                                         | ロッテルダム・ネプテューヌス                   | ADOデンハーグ                                  | バラクーダ・モンペリエ                         |
| 1995 | ロッテルダム                                   | パルマ・ベースボールクラブ                     | ロッテルダム・ネプテューヌス                   | ハールレム・キンヘイム                         |
| 1996 | サンマリノ                                     | ロッテルダム・ネプテューヌス                   | パルマ・ベースボールクラブ                     | ネットゥーノ・ベースボールクラブ               |
| 1997 | ブラースハート                                 | ネットゥーノ・ベースボールクラブ               | ロッテルダム・ネプテューヌス                   | HCAW                                           |
| 1998 | ビラダカンス                                   | パルマ・ベースボールクラブ                     | ホーフトドルプ・ピオニールス                   | ドラッシ・ブルノ                               |
| 1999 | ネットゥーノ アンツィオ                        | パルマ・ベースボールクラブ                     | ネットゥーノ・ベースボールクラブ               | HCAW                                           |
| 2000 | サンマリノ                                     | ロッテルダム・ネプテューヌス                   | リミニ・ベースボールクラブ                     | パルマ・ベースボールクラブ                     |
| 2001 | ロッテルダム                                   | ロッテルダム・ネプテューヌス                   | サンマリノ・ベースボールクラブ                 | リミニ・ベースボールクラブ                     |
| 2002 | ビラダカンス                                   | ロッテルダム・ネプテューヌス                   | HCAW                                           | ネットゥーノ・ベースボールクラブ               |
| 2003 | リミニ                                         | ロッテルダム・ネプテューヌス                   | リミニ・ベースボールクラブ                     | サンマリノ・ベースボールクラブ                 |
| 2004 | サンマリノ                                     | ロッテルダム・ネプテューヌス                   | フォルティトゥード・ボローニャ                 | ドラッシ・ブルノ                               |
| 2005 | ロッテルダム                                   | グロッセート・ベースボールクラブ               | HCAW                                           | ロッテルダム・ネプテューヌス                   |
| 2006 | グロッセート                                   | サンマリノ・ベースボールクラブ                 | グロッセート・ベースボールクラブ               | フォルティトゥード・ボローニャ                 |
| 2007 | サンマリノ                                     | コレンドン・キンヘイム                         | ルーアン・ハスキーズ'76                        | リミニ・ベースボールクラブ                     |
| 2008 | バルセロナ                                     | ネットゥーノ・ベースボールクラブ               | グロッセート・ベースボールクラブ               | T&Aサンマリノ                                  |
| 2009 | バルセロナ                                     | ネットゥーノ・ベースボールクラブ               | フルティトゥード・ボローニャ                   | コレンドン・キンヘイム                         |
| 2010 | バルセロナ                                     | フルティトゥード・ボローニャ                   | ハイデンハイム・ハイデケッフェ                 | リミニ・ベースボールクラブ                     |
| 2011 | ブルノ                                         | サンマリノ・ベースボールクラブ                 | パルマ・ベースボールクラブ                     | フォルティトゥード・ボローニャ                 |
| 2012 | ネットゥーノ                                   | フォルティトゥード・ボローニャ                 | ネットゥーノ・ベースボールクラブ               | L&Dアムステルダム・パイレーツ                  |
| 2013 | バルセロナ レーゲンスブルク ボローニャ リミニ  | フォルティトゥード・ボローニャ                 | リミニ・ベースボールクラブ                     | 3位決定戦は行われず                            |
| 2014 | ブルノ ホーフトドルプ リミニ サンマリノ        | サンマリノ・ベースボールクラブ                 | リミニ・ベースボールクラブ                     | 3位決定戦は行われず                            |
| 2015 | ロッテルダム パリ ボローニャ                   | キュラソー・ネプテューヌス                     | フォルティトゥード・ボローニャ                 | 3位決定戦は行われず                            |
| 2016 | リミニ サンマリノ                              | L&Dアムステルダム・パイレーツ                  | リミニ・ベースボールクラブ                     | フォルティトゥード・ボローニャ                 |
| 2017 | レーゲンスブルク                               | キュラソー・ネプテューヌス                     | フォルティトゥード・ボローニャ                 | サンマリノ・ベースボールクラブ                 |
| 2018 | ロッテルダム                                   | キュラソー・ネプテューヌス                     | リミニ・ベースボールクラブ                     | フォルティトゥード・ボローニャ                 |
| 2019 | ボローニャ                                     | フォルティトゥード・ボローニャ                 | L&Dアムステルダム・パイレーツ                  | キュラソー・ネプテューヌス                     |
| 2020 | 新型コロナウイルス感染症の世界的流行により中止 | 新型コロナウイルス感染症の世界的流行により中止 | 新型コロナウイルス感染症の世界的流行により中止 | 新型コロナウイルス感染症の世界的流行により中止 |
| 2021 | オストラヴァ                                   | パルマ・ベースボールクラブ                     | ボン・キャピタルズ                             | フォルティトゥード・ボローニャ                 |
| 2022 | ボン                                           | パルマ・ベースボールクラブ                     | L&Dアムステルダム・パイレーツ                  | ボン・キャピタルズ                             |
| 2023 | ブッセム アムステルダム                        | HCAW                                           | 1949パルマ・ベースボールクラブA.S.D.           | アムステルダム・パイレーツ                     |
| 2024 | 分散開催                                       | ドラツィ・ブルノ                               | グッゲンベルガー・レギオネーレ                 | ハイデンハイム・ハイデケッフェ                 |
| 2025 | 分散開催                                       |                                                |                                                |                                                |

## 統計

### チーム別成績
| 順位 | チーム                           | 優勝回数 | 優勝年                                                                                   |
| ---- | -------------------------------- | -------- | ---------------------------------------------------------------------------------------- |
| 1    | パルマ・ベースボールクラブ       | 15       | 1977, 1978, 1980, 1981, 1983, 1984, 1986, 1987, 1988, 1992, 1995, 1998, 1999, 2021, 2022 |
| 2    | キュラソー・ネプテューヌス       | 10       | 1994, 1996, 2000, 2001, 2002, 2003, 2004, 2015, 2017, 2018                               |
| 3    | ネットゥーノ・ベースボールクラブ | 7        | 1965, 1972, 1974, 1991, 1997, 2008, 2009                                                 |
| 4    | フォルティトゥード・ボローニャ   | 6        | 1973, 1985, 2010, 2012, 2013, 2019                                                       |
| 5    | サンマリノ・ベースボールクラブ   | 3        | 2006, 2011, 2014                                                                         |
| 5    | ハールレム・ニコルス             | 3        | 1966, 1975, 1990                                                                         |
| 5    | リミニ・ベースボールクラブ       | 3        | 1976, 1979, 1989                                                                         |
| 5    | ミラノ・ベースボール1946         | 3        | 1969, 1970, 1971                                                                         |
| 9    | ピカデロ・ジョッキー・クルブ     | 2        | 1963, 1968                                                                               |
| 9    | ピラータス・デ・マドリード       | 2        | 1964, 1967                                                                               |
| 11   | ドラツィ・ブルノ                 | 1        | 2024                                                                                     |
| 11   | HCAW                             | 1        | 2023                                                                                     |
| 11   | アムステルダム・パイレーツ       | 1        | 2016                                                                                     |
| 11   | キンヘイム                       | 1        | 2007                                                                                     |
| 11   | グロッセート・ベースボールクラブ | 1        | 2005                                                                                     |
| 11   | ADOデン・ハーグ                  | 1        | 1993                                                                                     |

### 国別成績
| 順位 | 国         | 優勝回数 | 内訳 |
| ---- | ---------- | -------- | --- |
| 1    | イタリア   | 35       | パルマ（15）、ネットゥーノ（7）、フォルティトゥード・ボローニャ（6）、リミニ（3）、ミラノ（3）、グロッセート（1）      |
| 2    | オランダ   | 17       | ネプテューヌス（10）、ニコルス（3）、HCAW（1）、アムステルダム・パイレーツ（1）、キンヘイム（1）、ADOデン・ハーグ（1） |
| 3    | スペイン   | 4        | ピカデロ（2）、マドリード（2）                                                                                         |
| 4    | サンマリノ | 3        | サンマリノ（3） |
| 5    | チェコ     | 1        | ドラツィ（1） |